# Prosekia galapagensis
Prosekia galapagensis är en kräftdjursart som först beskrevs av Andersson 1960.  Prosekia galapagensis ingår i släktet Prosekia och familjen Philosciidae. Inga underarter finns listade i Catalogue of Life.